# Nicole Croisille
Nicole Croisille (ur. 9 października 1936 w Neuilly-sur-Seine, zm. 4 czerwca 2025 w Paryżu) – francuska aktorka filmowa i telewizyjna.
Znana polskiej publiczności z nagranej wraz z Pierre Barouhem piosenki Un homme et une femme (słowa Pierre Barouh, muzyka Francis Lai) na potrzeby filmu pod tym samym tytułem z 1966.

## Filmografia
- 1961 – Loin de Rueil
- 1963 – Quelques pas dans les nuages
- 1968 – Erotissimo
- 1970 – L'amour
- 1970 – Underground
- 1971 – Un enfant dans la ville
- 1973 – Musidora
- 1977 – Impressions d'Afrique
- 1980 – Chouette, chat, chien... show
- 1988 – Itinéraire d'un enfant gâté
- 1995 – Les misérables
- 1996 – Loin des yeux
- 1998 – Deux mamans pour Noël
- 2000 – Un homme à la maison
- 2002 – Maigret et le marchand de vin
- 2004 – Menteur! Menteuse!
- 2005 – Dolmen